# Ansarul Islam
Ne doit pas être confondu avec Ansaru.
Ansarul Islam (arabe : أنصار الإسلام) est un groupe salafiste djihadiste actif au Burkina Faso et au Mali qui apparaît en décembre 2016 et recrute en premier lieu parmi les populations peules. Initialement indépendant, il rallie le Groupe de soutien à l'islam et aux musulmans au début des années 2020.

## Fondation
Dès 2015, la province de Soum, au nord du Burkina Faso, sert de base arrière aux djihadistes maliens de la katiba Macina — dirigée par Amadou Koufa et affiliée à Ansar Dine — en particulier aux hommes de l'imam Ibrahim Malam Dicko, originaires de la région. À cette période, Ibrahim Malam Dicko combat au Mali avec une quarantaine de combattants sous les ordres de Koufa.
Amadou Koufa aurait fait part de son opposition à une insurrection au Burkina, considérée comme prématurée et pouvant perturber les trafics en essence et en vivres qui ravitaillent ses combattants. Selon le témoignage d'un ancien membre d'Ansarul Islam, vers la fin du mois de novembre 2016, au moment de l'opération Séguéré, menée par l'armée burkinabée, Malam Dicko aurait décidé de passer malgré tout à l'insurrection armée après avoir vu des paysans peuls subir des humiliations publiques de la part des militaires
En novembre 2016, Ansarul Islam est formé dans la forêt de Foulsaré. Il mène en décembre l'attaque de Nassoumbou, qu'il revendique dans un communiqué rédigé par l'imam Ibrahim Malam Dicko,,,.

## Organisation
Le fondateur et premier chef d'Ansarul Islam est Ibrahim Malam Dicko. Celui-ci a été proche d'Amadou Koufa, le chef de la katiba Macina, affiliée à Ansar Dine,. Cependant le 1er mars 2017, la fondation d'une nouvelle coalition de groupes djihadistes, le Groupe de soutien à l'islam et aux musulmans, présidée par Iyad Ag Ghali, le fondateur d’Ansar Dine, est annoncée et la décision d'Amadou Koufa de participer à cette coalition aurait été désapprouvée par Ibrahim Malam Dicko.
Le 27 juin 2017, la page Facebook non authentifiée d'Ansarul Islam annonce que son nouveau chef est désormais Jafar Dicko et elle sous-entend qu'Ibrahim Malam Dicko ne serait plus en vie.
Le 12 septembre 2017, dans un communiqué publié sur Facebook, Ansarul Islam dénonce le Groupe de soutien à l'islam et aux musulmans comme étant le responsable de l'attaque terroriste perpétrée le 13 août 2017 au café-restaurant Aziz Istanbul d'Ouagadougou,.
Cependant, partir d'au moins 2023, Jafar Dicko est reconnu par Iyad Ag Ghali comme l'émir des forces djihadistes au Burkina Faso et Ansarul Islam devient un mouvement affilié au Groupe de soutien à l'islam et aux musulmans.

## Idéologie
Son combat semble avoir une importante dimension sociale et ethnique locale.
Ainsi, selon l'International Crisis Group : « Ansarul Islam, créé par Malam Ibrahim Dicko, un prêcheur originaire du Soum, est né de la contestation de l’organisation sociale en vigueur dans la province. Des années durant, Malam prône l’égalité entre les classes sociales. Il remet en cause la toute-puissance des chefferies coutumières et le monopole de l’autorité religieuse détenu par les familles maraboutiques, qu’il accuse de s’enrichir aux dépens des populations. Cette rhétorique lui vaut un écho considérable, surtout parmi les jeunes et les cadets sociaux. Même s’il perd une grande partie de ses adeptes lorsqu’il bascule dans la lutte armée, il parvient à en conserver suffisamment pour mener une guerre de basse intensité contre les autorités locales et nationales. [...] Produit des réalités sociopolitiques et culturelles locales, Ansarul Islam tient au moins autant de l’insurrection sociale que du mouvement islamiste. Il n’est pas tant un groupe critique de la modernité qu’un mouvement qui rejette des traditions perçues comme archaïques. Il exprime les doléances de la majorité silencieuse de la population qui ne détient ni le pouvoir politique, ni l’autorité religieuse. L’islam devient alors un référent de contestation d’une société figée productrice de frustrations. Ansarul Islam n’est pas non plus un groupe de défense des Peul, majoritaires dans le Sahel burkinabè. La revendication ethnique et identitaire est pour le moment marginale dans son discours ».
Dans son discours, Malam Ibrahim Dicko défend notamment l'égalité entre les Peuls et les Rimaïbé, les esclaves des premiers faits lors de la conquête du Soum par les Peuls au XVIIe siècle et rêve de revoir rétabli l'empire peul du Macina fondé au début du XIXe siècle.

## Actions
Ansarul Islam est actif dans les territoires frontaliers séparant le Mali et le Burkina Faso, il utiliserait les localités maliennes de Douna et Selba comme bases arrière, mais ses combattants apparaissent aussi régulièrement dans la province de Soum, au Burkina. Au Mali, il serait basé dans les environs de Boulkessi et de Ndaki. Ses effectifs sont estimés entre plusieurs dizaines et 200 combattants,,.
Le 16 décembre 2016, le groupe mène l'attaque de Nassoumbou au cours de laquelle douze soldats de l'armée burkinabée sont tués,. Le 1er janvier 2017, il assassine un imam de la localité de Tongomayel, ancien membre d'Ansarul Islam qui avait pris ses distances avec le groupe. Le 22 mars 2017, un chef d'Ansarul Islam, Harouna Dicko, est abattu à Pétéga, dans une opération des forces de sécurité burkinabées.
Le 26 mars 2017, les armées maliennes, françaises et burkinabées lancent une offensive dans la forêt de Fhero, sanctuaire d'Ansarul Islam, où un soldat français trouve la mort,. Cependant entre fin avril et début juin, la France mène deux autres offensives dans la région — l'opération Bayard et l'opération Dague — au cours desquelles une quarantaine de djihadistes sont tués ou capturés,.
Le 30 octobre 2020, une cinquantaine de jihadistes à moto appartenant à une katiba du groupe Ansarul Islam ont été tués par l'armée française au Mali, près de la frontière avec le Burkina Faso. Des armes et du matériel ont également été saisis.
Le 14 novembre 2021, les militants d'Ansarul Islam attaquent la garnison burkinabè d'Inata, dans la province du Soum au nord du pays, et tuent 53 militaires et 4 civils. Cette cuisante défaite pour l'armée burkinabè entraîne des manifestations puis la chute du gouvernement Dabiré,,.